# Onthullingsgeschriften
Onthullingsgeschriften (ook bekend als 'verradersgeschriften' of  'exposures') zijn publicaties waarin vermeende geheimen van de vrijmetselarij worden onthuld, zoals rituelen, wachtwoorden, symboliek en gebruiken van loges. Het genre ontstond in de vroege 18e eeuw in Engeland en verspreidde zich internationaal, waarbij het in elk taalgebied eigen kenmerken ontwikkelde. Onthullingsgeschriften moeten worden onderscheiden van intern gedrukte rituelen die voor studie en standaardisering binnen de loge bedoeld waren, maar die soms door uitlekken of ongeautoriseerde herdruk ook als onthulling functioneerden. Deze publicaties speelden een rol in zowel de rituele standaardisering binnen obediënties als in de publieke beeldvorming over de vrijmetselarij.

## Definitie
Onthullingsgeschriften zijn bedoeld om kennis te verspreiden over vrijmetselaarspraktijken die normaal gesproken enkel binnen besloten kring worden overgedragen. De auteurs waren doorgaans (voormalige) leden of waarnemers die maçonnieke gebruiken bekend wilden maken aan een breder publiek. In veel gevallen werd het kader van ‘verraad’ bewust ingezet als literaire strategie om rituele inhoud in druk te kunnen brengen zonder openlijk de regels van geheimhouding te schenden. Sommige teksten presenteerden zich ironisch als ontmaskering, maar fungeerden in de praktijk als introductie tot de idealen van de vrijmetselarij.
In maçonnieke kring wordt het openbaar maken van rituele kennis vaak gezien als een ernstige schending van de vertrouwensband. Het genre moet worden onderscheiden van intern gedrukte rituelen die door grootloges of loges zelf werden uitgegeven voor rituele standaardisering en instructie. Deze interne drukken waren meestal in beperkte oplage en alleen toegankelijk voor leden. In de loop der geschiedenis zijn echter ook dergelijke interne teksten door uitlekken of ongeautoriseerde herdruk buiten de besloten kring terechtgekomen, waarmee ze feitelijk als onthullingsmateriaal functioneerden.

## Historische context
De eerste bekende onthullingsgeschriften verschenen in Engeland in de vroege 18e eeuw, kort na de oprichting van de Premier Grand Lodge of England (1717). In die periode waren maçonnieke rituelen nog niet gestandaardiseerd en werden ze voornamelijk mondeling overgeleverd. Onthullingen waren in dat licht niet per se uitingen van ontrouw, maar konden ook dienen als neerslag van observaties, geheugensteun of gelekte informatie van oud-leden.
De oudst bekende teksten met rituele inhoud dateren echter van vóór 1717. Voorbeelden zijn het Edinburgh Register House Manuscript (ca. 1696), het Chetwode Crawley Manuscript (ca. 1700) en het Kevan Manuscript (ca. 1714). Deze handschriften bevatten rituelen in vraag-en-antwoordvorm en lijken bedoeld als geheugensteun voor ingewijden. Ze onderscheiden zich door hun bondige stijl en regionale variaties.
Vanaf de jaren 1720 verschenen commerciële drukken die rituelen publiekelijk onthulden. Enkele van deze uitgaven, zoals The Grand Mystery of Free-Masons Discover’d (1724) en Masonry Dissected (1730), waren nauwkeurig genoeg om door loges als referentie te worden gebruikt. Deze teksten speelden een rol in de rituele standaardisering binnen verschillende obediënties. In sommige landen, zoals Frankrijk, Spanje en de Italiaanse staten, werden onthullingsgeschriften verboden door kerkelijke of wereldlijke autoriteiten, en konden auteurs, drukkers en verspreiders vervolgd worden. Toch circuleerden ze internationaal, vaak in vertaling of bewerking, en droegen ze bij aan de verspreiding van rituele elementen over taal- en landsgrenzen heen.
Een tussenvorm zijn vroege intern gedrukte rituelen die buiten de besloten kring terechtkwamen. In Frankrijk werd rond 1761–1774 het Corps complet de Maçonnerie gedrukt, vermoedelijk om rituele variatie te beperken binnen het Grootoosten van Frankrijk. In 1801 gaf maçonniek handelaar Broeder Brun zonder toestemming het Le Régulateur du Maçon uit, waardoor het officieel besloten ritueel breder toegankelijk werd.
In Groot-Brittannië, Ierland en Schotland kozen de grootloges er bewust voor om geen officiële rituelen in druk uit te geven, deels om te voorkomen dat zij als onthullingsmateriaal zouden circuleren. Pas later in de 19e eeuw verschenen in Engeland gedrukte versies van werkingen, zoals de Oxford-werking (1860’s) en de Humber-werking (1922), die strikt intern bleven. In de Verenigde Staten verschenen vanaf het begin van de 19e eeuw volledige rituelen in druk, zoals het in cijfercode uitgegeven Masonic Tablet (1822) van Daniel Parker, waarmee de scheidslijn tussen interne instructie en openbaarmaking verder vervaagde.

## Belangrijke voorbeelden
- The Grand Mystery of Free-Masons Discover’d (1724) – een van de eerste gedrukte onthullingen, vermoedelijk gebaseerd op orale traditie.[4]
- The Whole Institution of Masonry (1725) – volgt een vergelijkbare structuur als zijn voorganger, maar met afwijkende terminologie.
- A Mason’s Confession (1727) – korte onthulling met enkele unieke elementen en literaire stijl.
- Masonry Dissected van Samuel Pritchard (1730) – opmerkelijk accuraat, later als leidraad gebruikt door obediënties bij het formaliseren van hun rituelen.[7]
- Die Entdeckte Freymäurerey (1738), Duitsland.
- L'Ordre des Francs-Maçons trahi (1745) van Abbé Gabriel-Louis Pérau, Frankrijk.
- Le voile levé pour les curieux : ou les secrets des francs-maçons révélés (1745) van Abbé François Lefranc, Frankrijk.
- The Three Distinct Knocks (1760) – invloedrijk bij de ontwikkeling van het ritueel van de Antients in Engeland.
- Jachin and Boaz (1762) – populair tot in de 19e eeuw, met vele herdrukken en aanpassingen.
- Corps complet de Maçonnerie (ca. 1761–1774) – vroege Franse druk met drie symbolische graden.[1]
- Le Régulateur du Maçon (1801) – ongeautoriseerde uitgave door Broeder Brun.[6]
- Masonic Tablet (1822) van Daniel Parker – eerste volledige beschrijving van het Amerikaanse Craft-ritueel, in cijfercode.[1]
- Publicatie van een volledig ritueel door Richard Carlile in The Republican (1825) – vroege druk van een post-Unie-ritueel.[1]
- A Series of Masonic Illustrations (1838) van George Claret – Engels werk gebaseerd op het onderricht van P. Gilkes.[1]
- Freemasonry Exposed (1826) van William Morgan, Verenigde Staten – leidde tot de Anti-Masonic Party.
- De vrijmetselaars ontmaskerd (1849), Italië – katholiek-polemische aanpak.[8]

## Auteurs en motieven
De motieven achter onthullingsgeschriften liepen sterk uiteen. Historici onderscheiden onder meer:
- Afvallige leden die uit wrok of overtuiging besloten maçonnieke kennis openbaar te maken;
- Commerciële auteurs die inspeelden op de publieke fascinatie voor het geheime karakter van de loge, waaronder leveranciers van maçonnieke artikelen die ongeautoriseerd rituelen drukten om winst te maken (zoals Broeder Brun in Frankrijk).[6]
- Sympathisanten die via publicatie hoopten bij te dragen aan waardering voor de beginselen van de orde.

Vaak gebruikten deze schrijvers literaire technieken zoals dialogen, allegorieën of moraliserende scènes. Hierdoor bewogen sommige teksten zich op het snijvlak van polemiek, educatie en satire. In de 20e en 21e eeuw kwamen daar nieuwe motieven bij, zoals onderzoeksjournalistiek, documentaire producties en digitale publicaties. Online publicaties en gedigitaliseerde rituaalboeken hebben het genre in nieuwe vormen doen herleven.

## Reacties van obediënties
De houding van vrijmetselaren ten opzichte van onthullingsgeschriften varieerde sterk:
- Soms leidde publicatie tot aanpassing van rituelen om herkenning te voorkomen;
- Andere keren werden de teksten verworpen als misleidend of karikaturaal;
- Binnen pragmatisch ingestelde of liberale loges werd erkend dat sommige teksten konden bijdragen aan ritueelonderwijs of transmissie.

Voorbeelden zijn de herziening van Engelse rituelen in de jaren 1730 na het verschijnen van Masonry Dissected, en het aanpassen van Franse riten in de 19e eeuw na herhaalde publicatie van hun inhoud.
In bredere zin liepen de historische argumenten tegen het publiceren van rituelen langs enkele vaste lijnen:
- Het drukken van rituelen zou de maçonnieke eed schenden.[1]
- Gedrukte teksten zouden imposters in staat stellen zich als vrijmetselaar voor te doen. In 1864 waarschuwde de Olympia Lodge No. 1 in de Verenigde Staten voor een man die met rituele kennis probeerde loges te misleiden; dit leidde mede tot de oprichting van de General Masonic Relief Association of the United States and Canada.[1]
- Publicatie zou de mondelinge traditie ondermijnen.
- Het zou de rituele beleving verarmen doordat leden tijdens de uitvoering te veel op het lezen van tekst zouden vertrouwen.[1]

Sommige grootloges, zoals die van Engeland, Ierland en Schotland, hebben tot op heden geen officiële rituelen in druk uitgegeven om te voorkomen dat zij als onthullingsmateriaal zouden circuleren. In andere landen, met name in de Verenigde Staten, werd het gebruik van gedrukte rituelen wel toegestaan, maar soms sterk beperkt, zoals in de staat Georgia (slechts één exemplaar per district) en Florida (verboden gebruik in open loge, maar toegestaan voor studie buiten de zittingen).

## Invloed op het publiek
Onthullingsgeschriften boden buitenstaanders een eerste inkijk in de werking van loges. Ze wekten zowel nieuwsgierigheid naar esoterische symboliek als wantrouwen tegenover het gesloten karakter van de vrijmetselarij, vooral in religieuze of autoritaire contexten. In de 18e eeuw circuleerden dergelijke teksten vaak als krantenbijlage of pamflet. Sommige uitgaven werden expliciet commercieel uitgebracht door boekverkopers die inspeelden op de controverse rond het logeverbod van 1735. In de 19e eeuw droeg de sensatiepers bij aan het versterken van stereotypen, terwijl in de 20e eeuw radio, televisie en later internetplatforms het bereik aanzienlijk vergrootten.
Gedrukte rituelen en onthullingsachtige publicaties konden daarnaast misbruikt worden door personen die zich ten onrechte als vrijmetselaar voordeden. Een bekend voorbeeld is dat van de Olympia Lodge No. 1 (Verenigde Staten), waar in 1864 een man met de namen “O.H. Treat, Tweed of Treed” probeerde financiële steun te verkrijgen. Hij kon vragen correct beantwoorden dankzij gedrukte rituele kennis, maar de logenaam die hij opgaf bestond niet.
Door hun gedetailleerde beschrijvingen droegen onthullingsgeschriften bij aan het publieke debat over de rol van geheimhouding in de vrijmetselarij. Voorstanders van publicatie stelden dat openbaarheid kon leiden tot een beter begrip van de idealen van de orde, terwijl tegenstanders vreesden voor verlies van mystiek, ondermijning van de mondelinge traditie en afname van de aantrekkingskracht van het logewerk.

## Historiografische benaderingen
Binnen de geschiedschrijving onderscheidt men doorgaans drie hoofdtypen onthullingsgeschriften:
1. Vroege rituele reconstructies (18e eeuw): opgesteld door betrokkenen of waarnemers, meestal in vraag-en-antwoordvorm. Ze bieden waardevolle inzichten in lokale rituele varianten.[2]
2. Polemische of samenzweerderige pamfletten (19e–20e eeuw): vaak religieus of politiek gemotiveerd, met weinig rituele nauwkeurigheid.
3. Cultureel-antropologische en journalistieke reconstructies (20e–21e eeuw): gebaseerd op interviews, observaties of documentatie.

Sommige 18e-eeuwse teksten worden inmiddels erkend als belangrijke bronnen voor de ontwikkeling van een gedeelde rituele canon. Ondanks hun verboden karakter zijn dergelijke geschriften soms informeel gebruikt bij de vorming van jonge loges.
In ritueelwetenschappelijk perspectief wordt onderscheid gemaakt tussen canonieke elementen (vaste, tijdloze onderdelen) en indexicale elementen (aanpasbaar aan de context van het moment). Onthullingsgeschriften en ongeautoriseerde gedrukte rituelen fixeerden vaak beide soorten elementen. Dit bood bescherming tegen fouten in mondelinge overdracht, maar vergrootte ook het risico op betekenisverschuivingen en het vasthouden aan verouderde taal of gebruiken.
Daarnaast speelt in de historiografie de vraag wie de autoriteit heeft om een ritueel te interpreteren en te wijzigen. In orale tradities ligt die vaak bij ervaren leden en rituelexperts, terwijl schriftelijke vastlegging de interpretatiemacht verschuift naar degenen die de teksten bezitten of verspreiden. Dit kan leiden tot een democratisering van rituelexpertise, maar ook tot discussies over details en het behoud van de status quo wanneer consensus ontbreekt.

## Typologie naar vorm en stijl
- Manuscripten: handgeschreven teksten uit de late 17e en vroege 18e eeuw, zoals het Edinburgh Register House MS. Meestal beknopt en bedoeld als geheugensteun.
- Gedrukte catechismussen: commerciële teksten in vraag-en-antwoordvorm, zoals The Whole Institution of Masonry of Masonry Dissected.
- Narratieve onthullingen: teksten in dialoog- of toneelvorm (bijv. L'Ordre des Francs-Maçons trahi), vaak populair in Frankrijk.
- Polemische pamfletten: korte aanklachtteksten, doorgaans religieus of ideologisch gekleurd.
- Modern-journalistieke onthullingen: beschouwingen door journalisten, ex-leden of documentairemakers, met wisselende objectiviteit.
- Illustraties en iconografie: uitgaven met prenten, schema’s en rituele afbeeldingen, die soms los van de tekst circuleerden.[13]

## Gebruik in wetenschap en cultuurgeschiedenis
Onthullingsgeschriften worden gebruikt als bron in historisch, antropologisch en cultuurwetenschappelijk onderzoek. Ze bieden inzichten in de ontwikkeling van rituelen, de interactie tussen vrijmetselarij en samenleving, en de perceptie van geheimhouding. Literatuurwetenschappers analyseren verteltechnieken en genres, terwijl cultuurhistorici kijken naar de rol van deze teksten in bredere discussies over religie, politiek en sociale orde.
Binnen de ritueelwetenschap en historiografie wordt ook gekeken naar de wisselwerking tussen onthullingsgeschriften en de standaardisering van rituelen. Gedrukte onthullingen uit de 18e eeuw, zoals Masonry Dissected, werden soms door obediënties als referentie gebruikt. Dit leidde ertoe dat varianten werden teruggebracht tot een meer uniforme tekst.
Antropologen zoals Roy Rappaport en Catherine Bell maken in dit verband onderscheid tussen canonieke en indexicale elementen. Onthullingsgeschriften en ongeautoriseerde gedrukte rituelen legden vaak beide vast, waardoor contextuele aanpassing werd bemoeilijkt en onderdelen onterecht als onveranderlijk werden beschouwd.
Onderzoekers zien in deze teksten zowel een risico — het bevriezen van een momentopname van het ritueel — als een kans, doordat ze waardevolle documentatie bieden van historische werkingen die anders verloren zouden zijn gegaan. In de cultuurgeschiedenis gelden ze ook als getuigenissen van de publieke beeldvorming rond vrijmetselarij en de wisselwerking tussen geheimhouding en openbaarheid.